# Ozalj
Ozalj este un oraș în cantonul Karlovac, Croația, având o populație de 6.817 locuitori (2011).

## Demografie
Componența etnică a orașului Ozalj
     Croați (96,88%)
     Necunoscut (0,53%)
     Neclasificat (1,77%)
Componența confesională a orașului Ozalj
     Catolici (96,22%)
     Necunoscută (1,69%)
     Alte religii (2,1%)
Conform recensământului din 2011, orașul Ozalj avea 6.817 locuitori. Din punct de vedere etnic, majoritatea locuitorilor (96,88%) erau croați. Apartenența etnică nu este cunoscută în cazul a 0,53% din locuitori. Din punct de vedere confesional, majoritatea locuitorilor (96,22%) erau catolici. Pentru 1,69% din locuitori nu este cunoscută apartenența confesională.